# Rafael Arístegui y Vélez

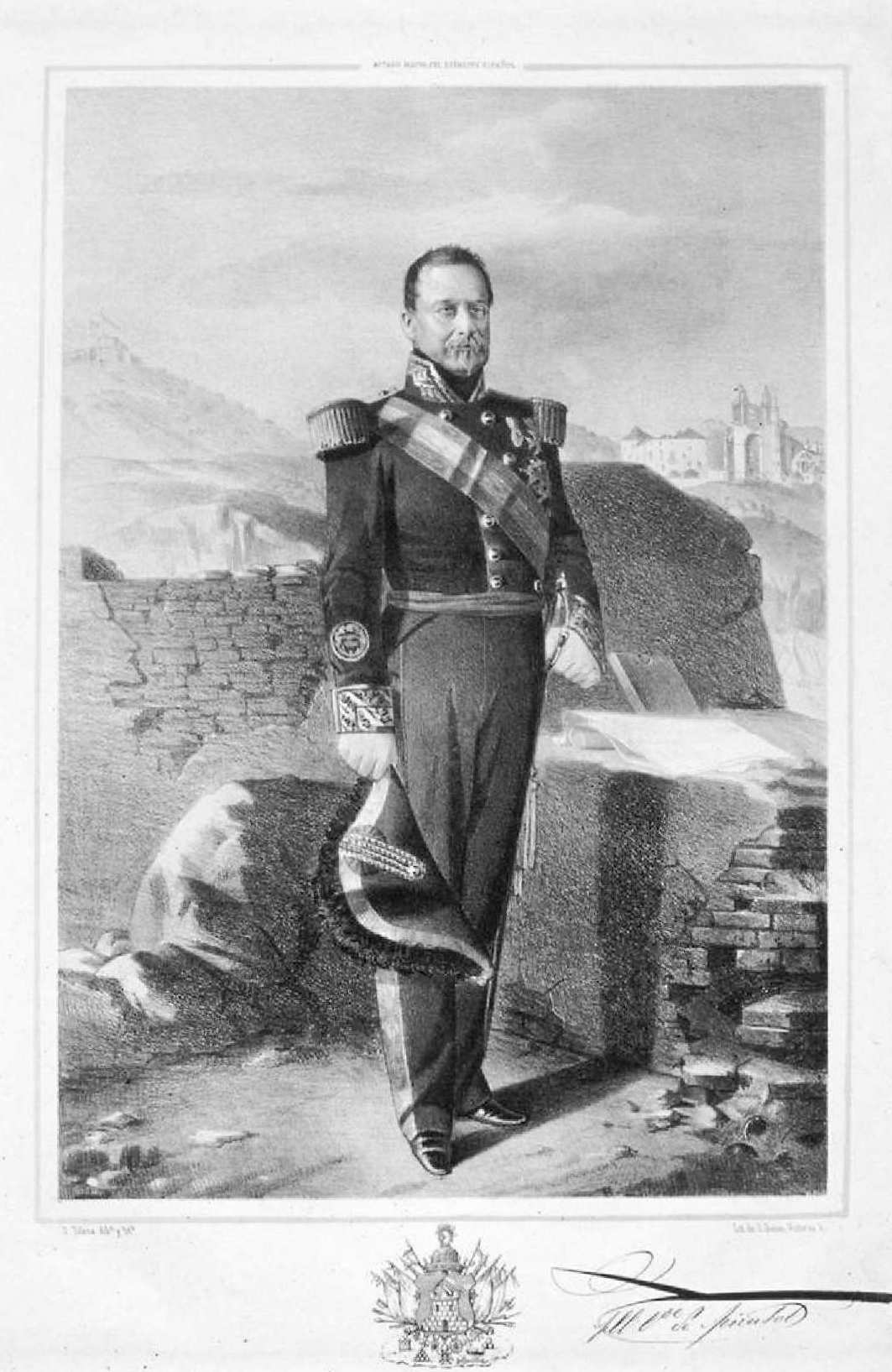
Retrato de Rafael Arístegui y Vélez, 1852. Litografía de José Tolosa estampada en la litografía de J. Donon, Madrid. Biblioteca Nacional de España.

Rafael Arístegui y Vélez (Jerez de la Frontera, 15 de enero de 1794 - Madrid, 9 de noviembre de 1863) fue un militar español que ejerció de gobernador de Puerto Rico entre 1843 a 1847. Fue II conde de Mirasol.

## Biografía
Nació en Jerez de la Frontera, hijo de Luis Segundo Aristegui, primer conde de Mirasol, y de Antonia Vélez (Vélez de Guevara?) Benítez. Fue bautizado en Jerez de la Frontera el 16 de enero de 1794, al día siguiente de su nacimiento.
Fue de profesión militar y con grado de brigadier mandó una división en la defensa de Bilbao contra los ejércitos carlistas en el año 1835.
- 1835 - Brigadier - defensor de Bilbao.
- 1843 - Nombrado teniente general.
- 1843 a 1847 - Gobernador y capitán general de Puerto Rico de[1]
- 1845 - Nombrado Senador vitalicio.
- Capitán General de Castilla la Nueva julio - sept. 1848 y julio de 1849 - marzo de 1850.[2][3][4][5]
- 1850 - Viaja a La Habana como miembro de una comisión.
- 1850 - Nombrado Capitán general de Andalucía.[6]
- 1851 - Ministro de la Guerra.
- Ministro interino de Fomento, dic. 1852 - feb. 1853.[7][8]
- Ministro de Marina dic. 1852 - abr. 1853.[9][10]
- Capitán General de Andalucía, dic. 1853 - abr. 1854.[11][12]
- 1856 - Nombrado Director del cuartel de Inválidos de Atocha.[13]

Contrajo matrimonio con María de la Concepción Doz Gordon, hija del teniente coronel Fermín Doz y de Margarita Gordon Archimbaud. Tuvieron los siguientes hijos: Fermín (1848), oficial de infantería, Luis (1855), oficial de artillería, Rosa y Teresa. No hay noticia de si Fermín llegó a heredar el título ni de su muerte pero es probable que muriera joven. Su hermano Luis Arístegui Doz, siendo conde de Mirasol, fue asesinado en 1886 por sus propias tropas amotinadas en la sublevación conocida como del brigadier Manuel Villacampa del Castillo, como se recoge en La Ilustración Española y Americana del 30/9/1886 donde se publicó una breve biografía y un retrato de este noble militar. El título pasó a su hermana Rosa quien contrajo matrimonio en 1871 con su primo segundo Carlos Pedro Gordon Prendergast (1844-1876) por lo que el título de conde de Mirasol pasó al apellido Gordon.